# Kościół Wniebowstąpienia Pańskiego w Częstochowie
Kościół Wniebowstąpienia Pańskiego w Częstochowie – kościół parafii Ewangelicko-Augsburskiej. Mieści się przy skrzyżowaniu ulicy Śląskiej z ulicą Mikołaja Kopernika.

## Historia i wyposażenie
Budowla wzniesiona w latach 1912-1913 według projektu architekta Augusta Allerta z firmy budowlanej Ludwika Buhlego w Częstochowie. Poświęcona w dniu 8 grudnia 1913 roku przez biskupa Juliusza Burschego. Neogotycka świątynia z elementami modernistycznymi, na swój sposób monumentalna, z ostrą w kształcie i zaznaczającą się w okolicy wieżą, nawiązująca do architektury północnoniemieckiej. Murowana z cegły, o jednej nawie. Wyposażenie świątyni neogotyckie wykonane po 1913 roku. Ciekawy neobarokowy żyrandol z XIX stulecia. Świątynia została częściowo uszkodzona w styczniu 1945 roku (w czasie wybuchu amunicji zostały zniszczone witraże). Restaurowana w latach 1955-1961, a remontowana w latach 1983–1990 z wymianą dachu i pokryciem go blachą miedzianą. W 1992 roku zostało odnowione wnętrze i zostały wymienione stare ławki podniszczone przez korniki - na nowe. W 2000 roku kościół został osuszony, wyremontowano część elewacji oraz wieżę. W 2002 świątynia została wewnątrz wymalowana, według projektu kolorystycznego artysty plastyka Wojciecha Białka. W 2003 roku zamontowano sześciogłosowe organy piszczałkowe, które wcześniej znajdowały się w kaplicy ewangelickiej w Siemianowicach Śląskich.